# Philippe Ramette
 (novembre 2018).
 (novembre 2018).
Pour les articles homonymes, voir Ramette.
Philippe Ramette, né en 1961 à Auxerre, est un artiste et un plasticien français. Il vit et travaille à Paris.  

## Parcours artistique
Étudiant en peinture à l'école des Beaux-Arts de Mâcon, Philippe Ramette rencontre Noël Dolla en 1987, qui l'incite à abandonner ses cours pour suivre l'enseignement artistique de la villa Arson à Nice, jusqu’en 1989. 
Avec Les Cendres de dieu (réflexion) (1988, collection particulière), une boîte contenant les restes calcinés d’un tableau, l’artiste annonce renoncer à la peinture. Abordant dès lors une démarche de plasticien, il initie avec Sans titre (Mobylette crucifiée) (1987) une production d’objets énigmatiques dans des postures évoquant l’attente et le renversement. 

## Critique
« L'Homme de Ramette est moral, se sait faible et mortel, connaît les illusions communes et s'attache à corriger certains de ses défauts innés. Il peut ainsi se redresser ou s'incliner selon qu'il lui faille marquer la dignité ou l'humilité. Il porte sa propre prison et dispose d'une potence domestique. Il peut s'isoler en enfermant sa tête dans un boîte "Ad Hoc", il sait aussi manipuler le vide, voir le monde en détail et regarder le chemin parcouru. Il réfléchit, juché sur des échasses. Il sait même se voir regarder et, s'il veut voyager dans le temps ou se faire foudroyer, c'est sans quitter son fauteuil. Philippe Ramette doit être d'abord reconnu comme inventeur d'utilité publique ».

## Collections publiques détenant ses œuvres
- Musée d'art contemporain de Marseille
- Maison européenne de la photographie, Paris
- Fonds national d'art contemporain, Paris
- Caisse des dépôts et consignations, Paris
- Musée municipal de La Roche-sur-Yon, La Roche-sur-Yon
- Centre des monuments nationaux, château de Oiron
- Domaine départemental du château de Chamarande
- MAC/VAL, Vitry-sur-Seine
- Fonds régional d'art contemporain (Frac) 
  - Aquitaine, Bordeaux
  - Basse Normandie, Caen
  - Bourgogne-Franche-Comté, Dijon
  - Champagne-Ardenne, Reims : plongeoir II.
  - Languedoc-Roussillon, Montpellier
  - Grand-Large-Hauts-de-France, Dunkerque
  - Poitou-Charentes, Angoulême
  - Provence-Alpes-Côte d'Azur, Marseille

## Décorations
- Chevalier de l'ordre des Arts et des Lettres (2011)[5]